# سیارک ۱۲۱۵۹
سیارک ۱۲۱۵۹ (به انگلیسی: 12159 Bettybiegel، نامگذاری:1142T-2)۱۲۱۵۹مین سیارک کشف شده‌است که در ۲۹ سپتامبر ۱۹۷۳ کشف شد.